# バーグマングリア細胞
バーグマングリア細胞（ばーぐまんぐりあさいぼう。Bergmannはドイツ語読みでベルクマンと発音されることもある）とは、小脳プルキンエ細胞層から分子層にかけて広がるグリア細胞の一種である。アストロサイトの一型とされる。カハールにより見出された。また、ゴルジ上皮細胞と呼ばれることもある。発生期には細胞移動を助け層形成に必要である。また、成体では神経伝達物質であるグルタミン酸のクリアランスに関与していると考えられる。

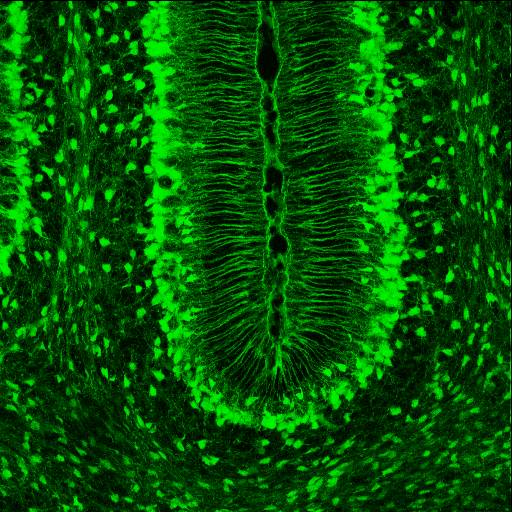
グルタミン酸トランスポーターである、SLC1A3の免疫組織化学像。中央部付近に観察されるU字型のバーグマングリア細胞の本体から突起が伸びていることが観察される。マウス生後７日目の矢状切片

## 参考
1. ↑  脳科学辞典　バーグマングリア